# Îles Daos du Nord
Les îles Daos du Nord sont des îlots rocheux de Nouvelle-Calédonie situés dans les îles Belep.

## Géographie
Les îles Daos du Nord sont situées à un peu plus de 1,6 km au Nord-Ouest des îles Daos du Sud et 2,5 km au Sud de l'île Art.